# Grigorij Bogosłowski
Grigorij Bogosłowski, ros. Богословский Григорий Петрович (ur. 11 lutego 1841, zm. 9 stycznia 1900 w Berlinie) – rosyjski urzędnik konsularny.
Konsul generalny w Gdańsku w 1899. Pochowany na cmentarzu prawosławnym w Berlinie Tegel.